# Casa dei Guerrieri
Die Casa dei Guerrieri (Haus der Krieger) ist ein Wohnhaus in Pompeji (I.3.25), das 1860 ausgegraben wurde. Es erhielt seinen Namen von der Ausmalung eines Raumes mit gerüsteten Heroen.

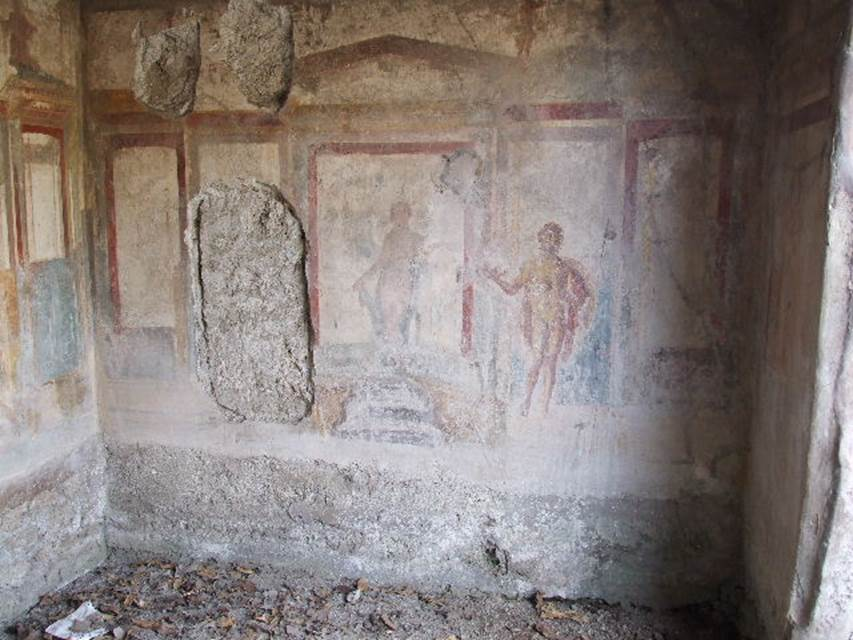
Architekturdarstellung

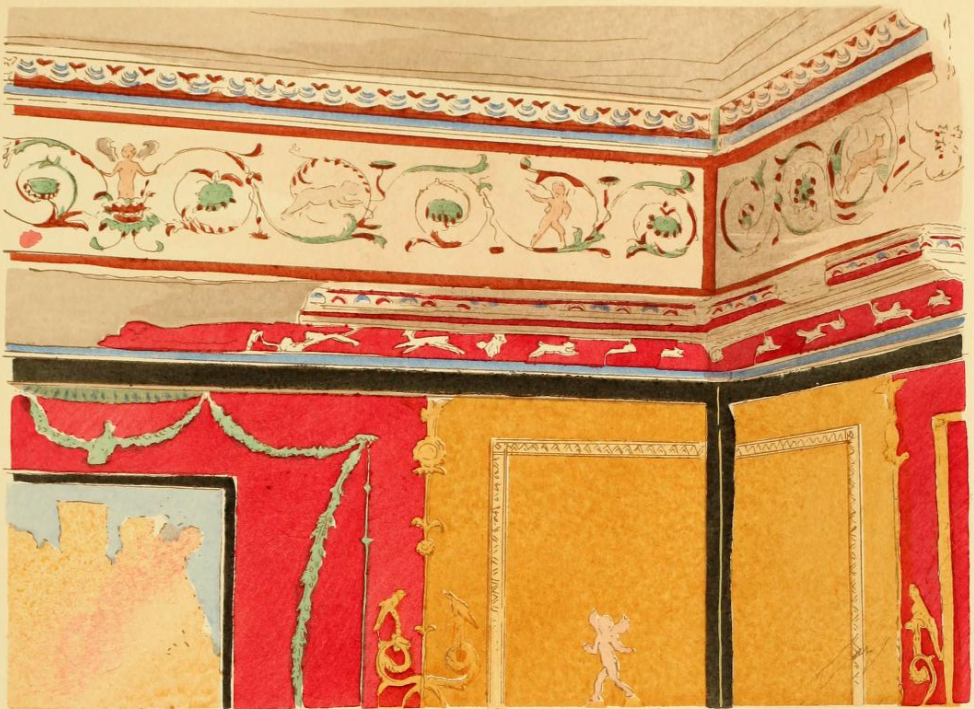
Malerei im 4. Stil

## Beschreibung
Das einst zweigeschossige Haus wird über die Fauces betreten, von wo man in das Atrium gelangt. Dahinter befindet sich das Tablinum. Rechts davon befindet sich der Oecus. Im hinteren Teil des Hauses befinden sich ein kleines Peristyl und ein Garten. Zahlreiche Räume im Haus waren im 4. Stil ausgemalt, doch sind diese Malereien heute zum Teil stark verblasst oder ganz verschwunden. Das Haus erhielt seinen modernen Namen von der Ausmalung des Oecus, der auf einer bühnenartigen Architektur Gottheiten und bewaffnete Heroen zeigt. Die Malereien wurden 1977 bei einem Raubversuch stark beschädigt. Lawrence Richardson Jr. schreibt diese Wandmalereien dem Casa dei Guerrieri-Maler zu, der nach diesen Malereien seinen Notnamen erhielt. Zu den Wandbildern im Haus gehört eine Darstellung der Andromeda mit Perseus und des Kyparissos.
Im Haus fanden sich 303 Bronzevasen, was ihm auch den Namen Haus des Bronzehändlers einbrachte.